# Straßen-Radmeisterschaft der Ostzone 1949
Die Straßen-Radmeisterschaft der Ostzone 1949 war die erste Austragung der Meisterschaften im Straßenradsport der Ostzone nach dem Zweiten Weltkrieg. Es blieb die einzige Austragung, da mit der Gründung der DDR im Oktober 1949 ab 1950 DDR-Meisterschaften stattfanden. Das Rennen wurde am 28. August auf der Weltmeisterschaftsstrecke von 1934 „Rund um das Leipziger Scheibenholz“ ausgefahren. Der Rundkurs war 4,5 Kilometer lang und hatte eine Gesamtlänge von 112,5 Kilometern, er war durchweg flach. 20.000 Zuschauer besuchten das Rennen.

## Rennverlauf
Da der Kurs keine nennenswerten Schwierigkeiten bot, gelang keinem Fahrer ein erfolgreicher Ausreißversuch. In der 3. Runde versuchte Erich Stammer eine Soloflucht, etwas später konnten Becker und Horst Gaede aufschließen. Nach wenigen Runden kam das Feld jedoch wieder an die Spitze heran. Aus dem Kreis der bekannten Fahrer mussten Henry Urban, Heinz Keil und schließlich auch Stammer vorzeitig nach Sturz oder Defekt aufgeben. 58 Fahrer kamen im Endspurt zum Ziel. Mit einer Reifenstärke gewann Georg Sternberg den Massensprint.

## Ergebnis
|     | Fahrer          | Verein/Ort                  | Zeit (h) |
| --- | --------------- | --------------------------- | -------- |
| 01. | Georg Sternberg | SG Derby Pankow Berlin      | 2:58:42  |
| 02. | Otto Grindel    | Stern Süd-Ost Leipzig       | 2:58:42  |
| 03. | Jürgen Müller   | BSG Erich Zeigner Leipzig   | 2:58:42  |
| 04. | Edgar Schatz    | BSG Chemie Buna Schkopau    | 2:58:42  |
| 05. | Otto Busse      | BSG Eisen und Stahl-Leipzig | 2:58:42  |
| 06. | Mally           |                             | 2:58:42  |
| 0 … |                 |                             |          |